# باك تراك
باك تراك (بالإنجليزية: Back Track)‏ كانت توزيعة لينكس مبنية على سلاكس والتي بدورها مبنية على توزيعة سلاكوير, منذ الإصدار الرابع تم بناء التوزيعة على توزيعة اوبنتو وكان الإصدار الثالث اخر إصدار مبني على سلاكوير.والإصدار الخامس الأخير بني على أبونتو الإصدار العاشر·
ألغيت توزيعة باك تراك في مارس 2013، واستبدلت بتوزيعة كالي المستندة إلى دبيان·
وهي التوزيعة الخاصة بالأمن والحماية وتحتوي التوزيعة على أدوات مساعدة في مجال الأمن والحماية، وتستخدم في اختبار الاختراق (بالإنجليزية: penetration testing)‏ وهم الذين يقومون بفحص الشبكات وتستعمل أيضا عند اسأءة استخدامها كأداة قوية لخدمة المخترقين واختراق المواقع والسيرفرات.
إن ادوات الباك تراك جميعها موجودة داخل ملف يدعى ال(pentest).
وأكثر عملها بالأوامر، ومن أبرز استخداماتها تفحص الأمن في شبكات اللاسلكي والسلكي إذ أن أكثر أدوات باك تراك تختص بفحص الشبكات وخصوصاً اللاسلكية منها، وكذلك اختراقها في أقصر الأوقات، كما أنها متخصصة أيضا في اختراق الأجهزة على الشبكة وتحتوي على ادوات لفحص المواقع من الثغرات الامنية وادوات لكسر وتخمين كلمات السر المشفرة وادوات الهندسة الاجتماعية ويحتوي أيضا على مشروع ميتاسبلويت وهو من أهم مشاريع اختبار الاختراق.
معظم مختبري الاختراق يستخدموه لان ادواته مدفوعة ولقلة مشاكله.
كما تضم باك تراك العديد من البرامج الأساسية والبسيطة الموجودة عادة في التوزيعات الأخرى.

## الأدوات
يشمل نظام الباك تراك العديد من الأدوات الأمنية المعروفة وهي كتالي:
- ميتاسبلويت
- حزمة الحقن (en)
- الاير كراك-ان جي
- إن ماب
- إتركاب
- إيثار ريال

## الإصدارات
| تاريخ           | الإصدار                                           |
| --------------- | ------------------------------------------------- |
| فبراير 5, 2006  | باك تراك v.1.0 بيتا                               |
| مايو 26, 2006   | الإصدار الأول من الباك تراك الرسمي v.1.0          |
| مارس 6, 2007    | الإصدار الثاني النهائي من باك تراك.               |
| يونيو 19, 2008  | الإصدار الثالث النهائي من باك تراك.               |
| يناير 9, 2010   | الإصدار الرابع من باك تراك. (نواة لينكس 2.6.30.9) |
| مايو 8, 2010    | الإصدار الرابع R1                                 |
| نوفمبر 22, 2010 | الإصدار الرابع R2                                 |
| مايو 10, 2011   | الإصدار الخامس(نواة لينكس 2.6.38)                 |
| 18 أغسطس , 2011 | الإصدار الخامس R1 (نواة لينكس 2.6.39.5)           |
| 1 مارس , 2012   | الإصدار الخامس R2 (نواة لينكس 3.2.6)              |
| 13 أغسطس , 2012 | الإصدار الخامس R3                                 |

## وصلات خارجية
- الموقع الرسمي
- Kali Linux website
- SecurityNet on BackTrack